# Église Saint-Martin de Cambes
Pour les articles homonymes, voir Église Saint-Martin.
Ne doit pas être confondue avec l'Église Saint-Martin de Cambes-en-Plaine dans le département du Calvados.
L'église Saint-Martin est une église catholique  située dans la commune de Cambes, dans le département de la Gironde, en France.

## Localisation
L'église est au centre du bourg de Cambes, sur la route départementale D10, entre Quinsac au nord et Langoiran au sud.

## Historique
L'église date du XIIe siècle et elle dépendait de l'Abbaye Sainte-Croix de Bordeaux. Les seules traces de l'époque romane qui subsistent sont l'abside heptagonale, le portail occidental et son encorbellement qui est dans un état exceptionnel de conservation.
L'église se compose d'une nef principale terminée par une abside à trois pans, précédée d'une travée droite. Une sacristie s'élève au nord du chevet. Le bas-côté nord aurait été élevé au XVIe siècle; le bas-côté sud au XIXe siècle, à l'identique du nord. Les voûtes d'ogives qui couvrent les trois vaisseaux datent du XIXe siècle.
Le clocher a été réalisé au XIXe siècle et abrite une cloche de 1610.
Un décor peint de la fin du XVIIe ou au début du XIXe siècle orne le chœur.

### La façade
Le portail roman et la façade au-dessus la corniche a été fortement remanié au XIXe, en conservant, au mieux, l'encorbellement.
Tout le programme sculpté roman  de l'église est regroupé sur la façade occidentale : les quatre corbeilles du portail(leurs tailloirs sont modernes) et au niveau de la corniche, ou quelques contrefaçons du XIXe siècle sont mélangés avec des consoles authentiques du XIe siècle.

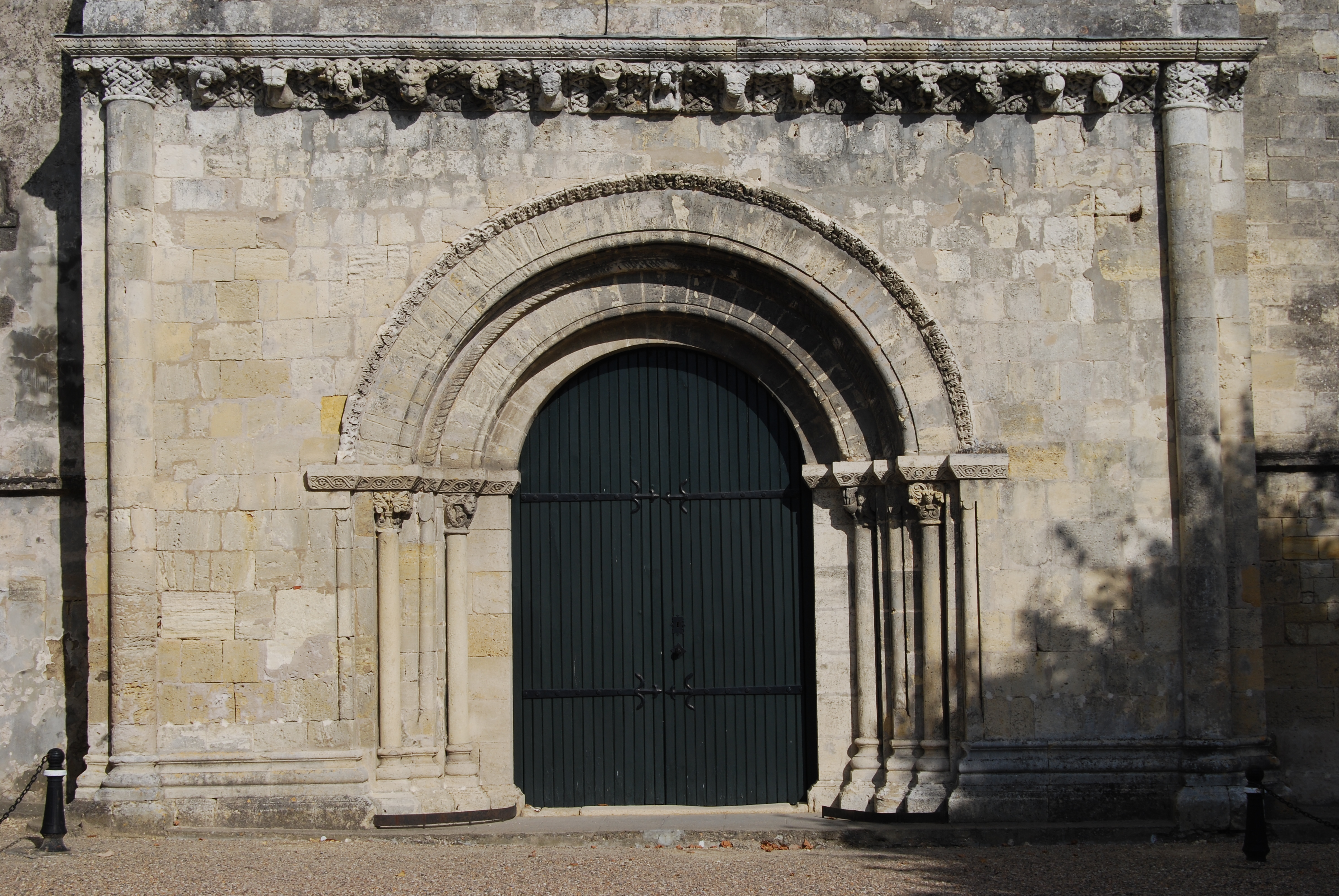
La façade occidentale

Les chapiteaux nord du portail
L'homme qui écoute des serpents :
À l'angle de la corbeille se projette le visage d'un homme accosté par deux reptiles enroulés sur eux-mêmes. Ils chuchotent à ses oreilles des mauvaises pensées : Qui écoute le serpent écoute Satan.
La deuxième corbeille est à décor végétal.
Les chapiteaux sud du portail
Mauvais oiseaux buvant au calice
On voit deux oiseaux buvant au calice. Ils battent leurs ailes pour tenir à l'équilibre et semblent boire avec avidité. On remarque leurs serres de rapace, des becs puissants et des huppes érectiles. Ces oiseaux sont très différents des douces colombes qui boivent révérencieusement au calice et sont un symbole de l'Eucharistie. Certes, ici le symbole sous-jacent est celui de la Eucharistie, mais la représentation est pour illustrer l'usage sacrilège qui est fait lorsque des êtres qui s'en approchent sont indignes, à l'instar de ces deux oiseaux.
La deuxième corbeille est à décor végétal.

### L'encorbellement
Au-dessus du portail la corniche est formée par un treillis végétal continu sur toute la largeur de la façade. Ce superbe encorbellement est scandé par quinze modillons et deux pairs de chapiteaux, suivant la formule décorative qui a été calquée sur la façade de l'Abbaye mère de Sainte-Croix à Bordeaux. Il date de 1150.
Parmi ces consoles on peut noter la qualité exceptionnelle du Porteur de poisson; la Sirène, qui ici croise ses nageoires au lieu de les écarter, et l'Homme-oiseau. La clochette est une lubie du XIXe siècle.

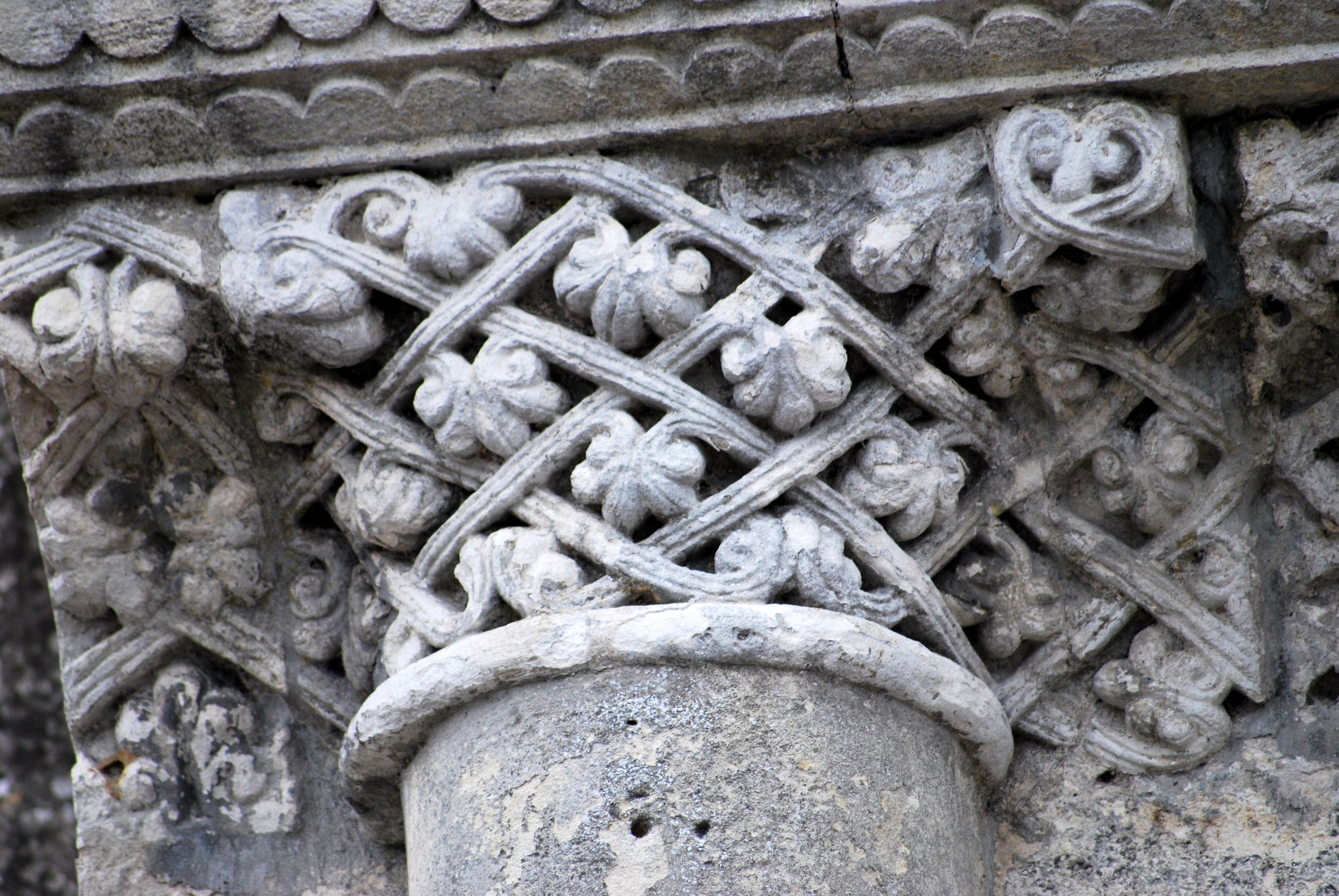
Chapiteau nord
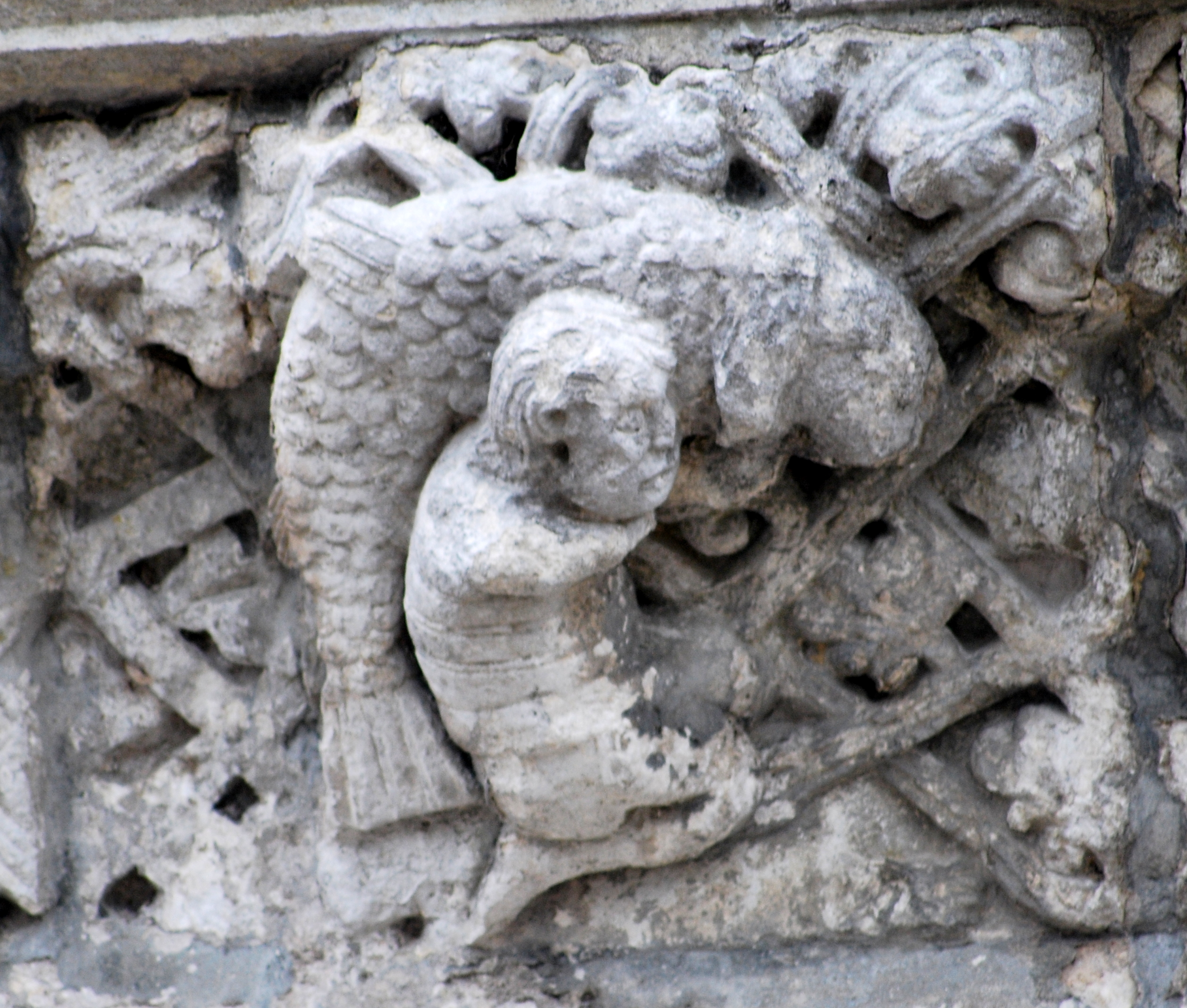
Porteur de poisson
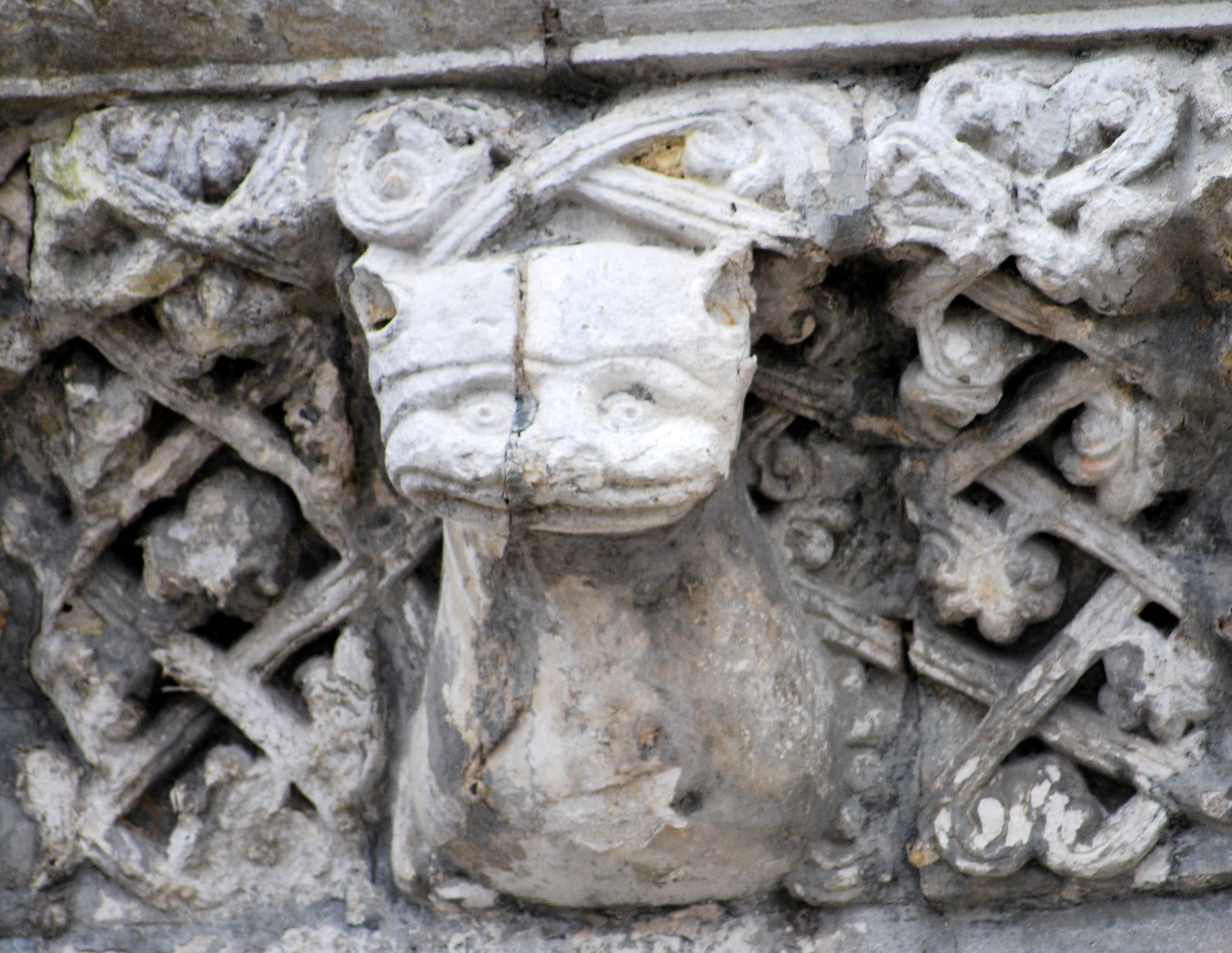
Chat
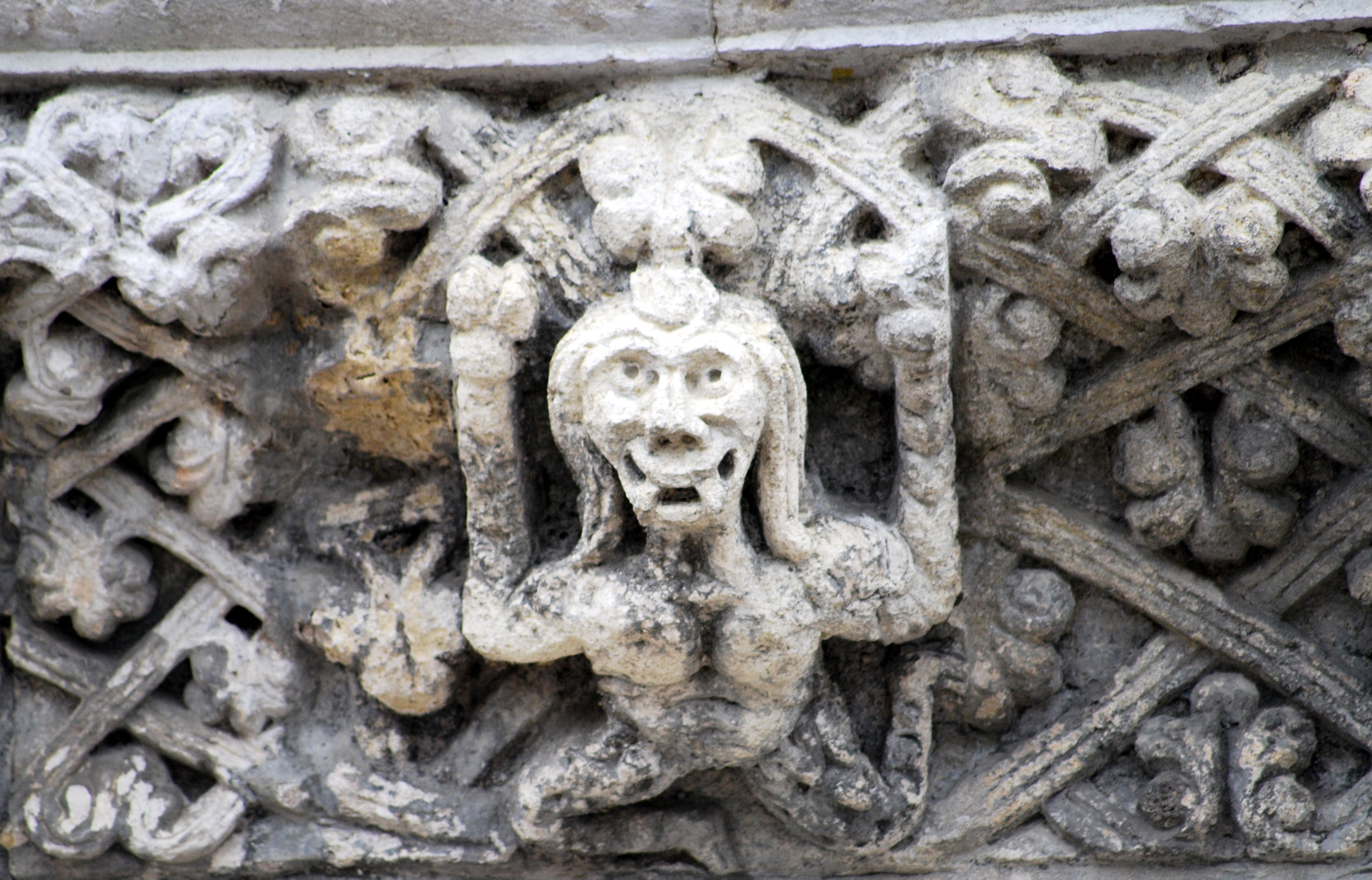
Femme tenant des tiges
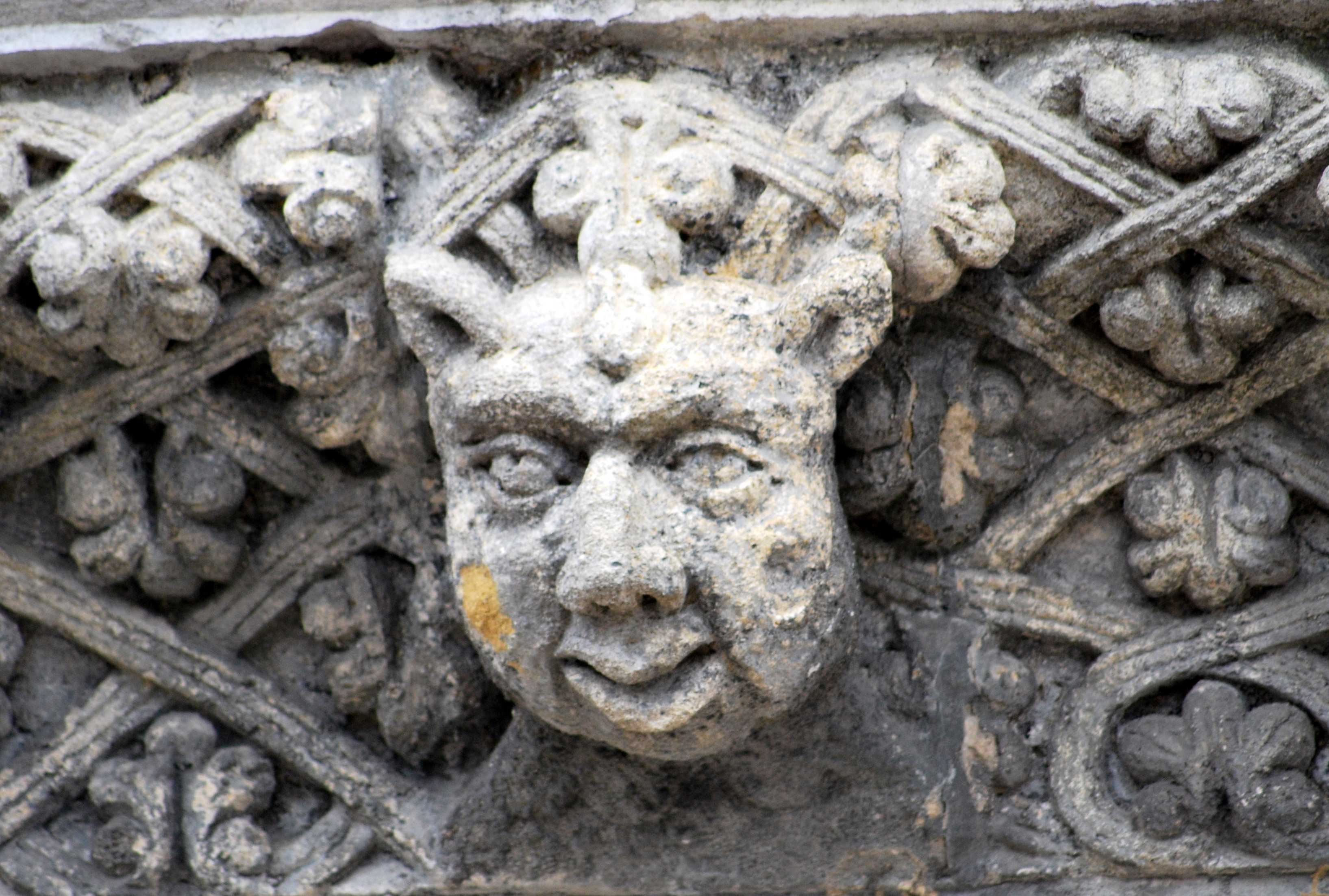
Homme
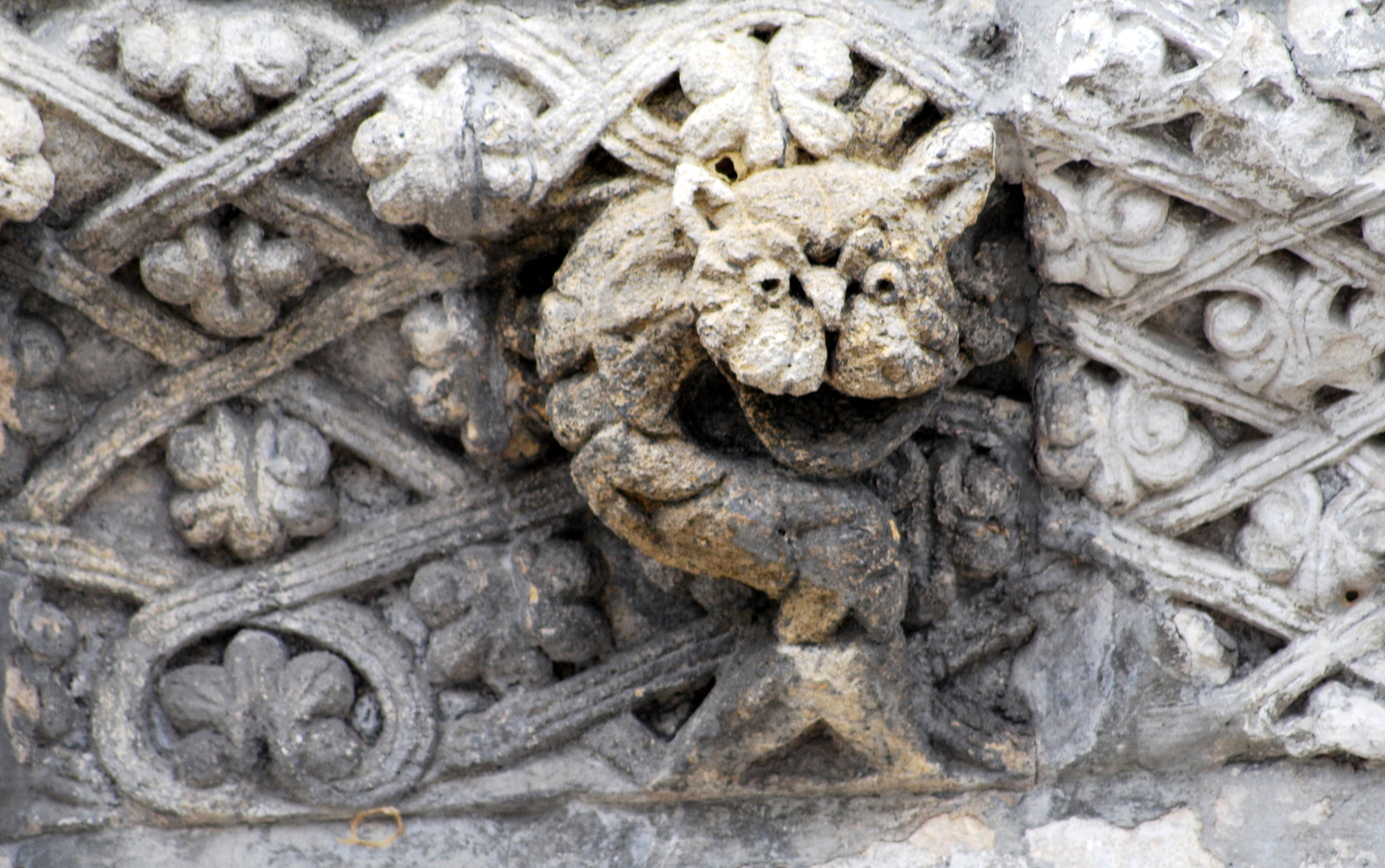
Chat/serpent
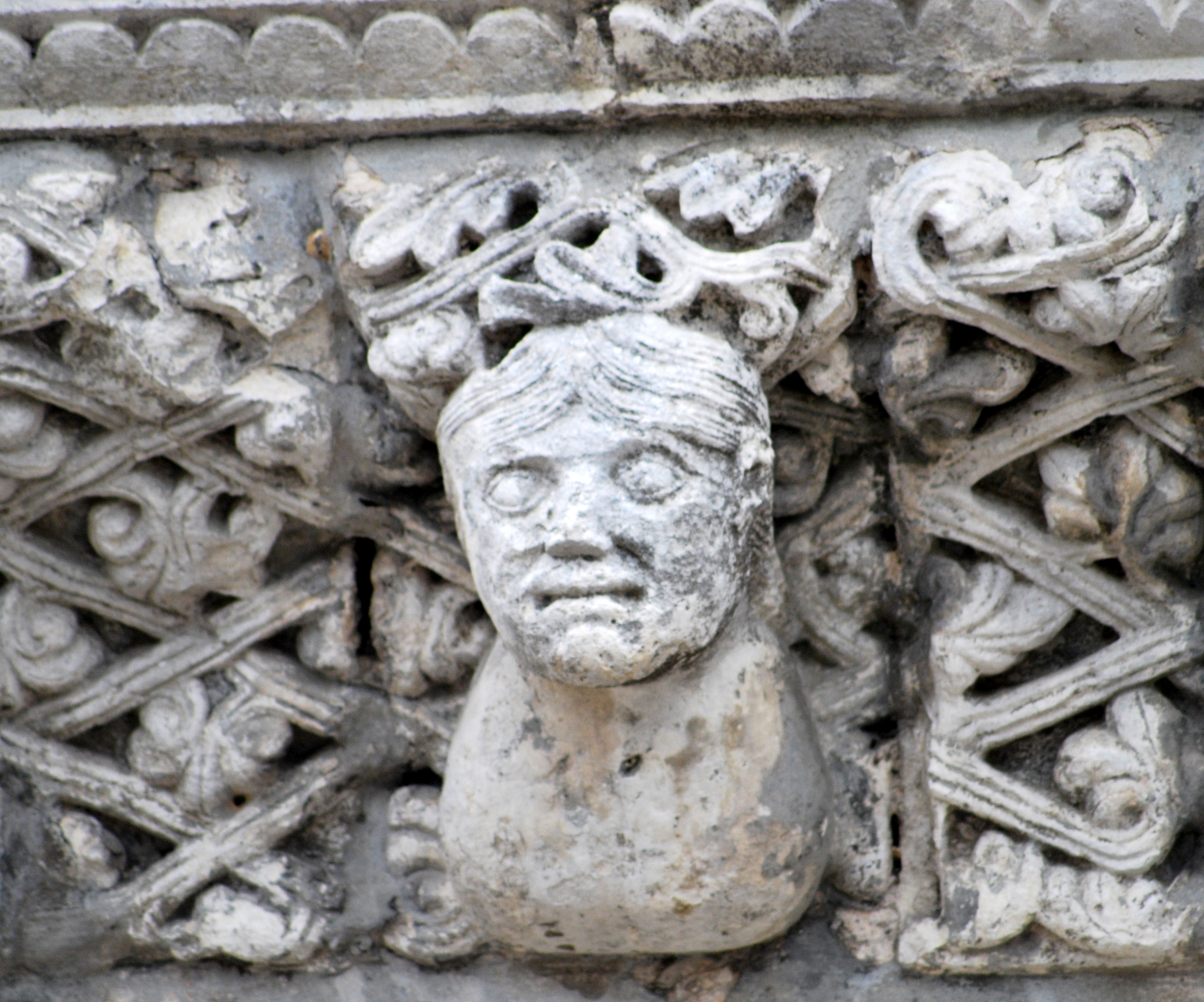
Homme
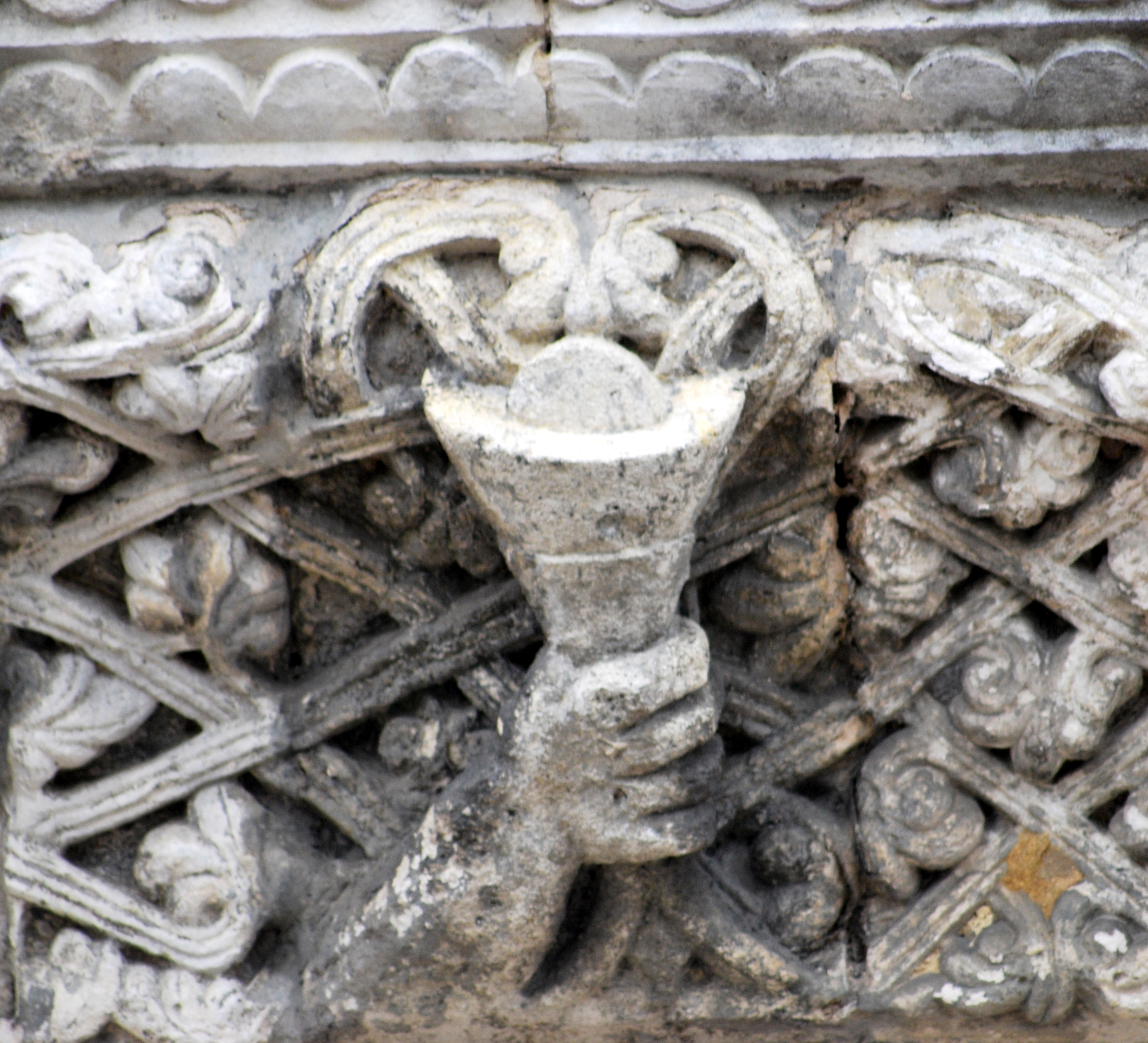
Clochette
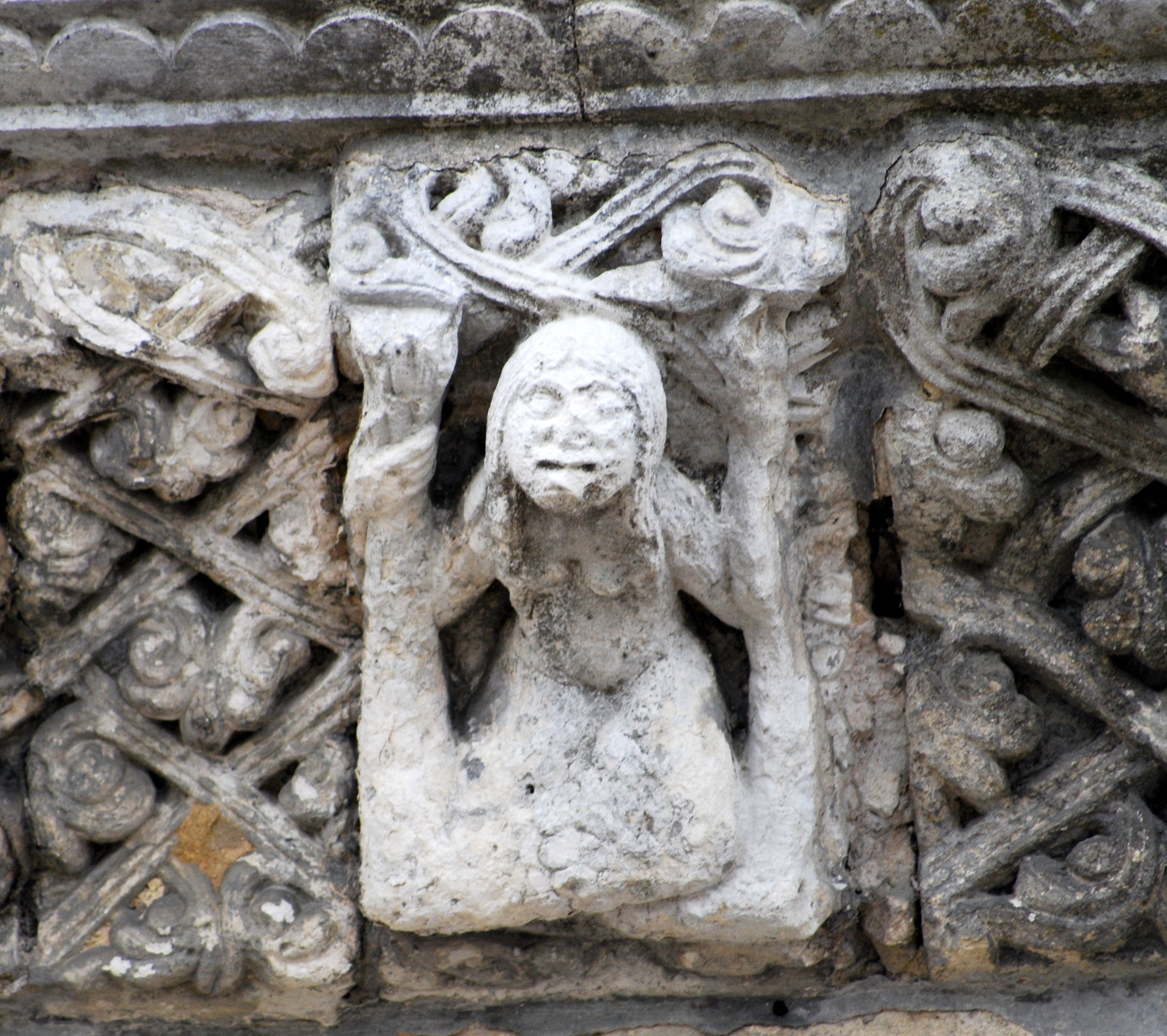
Sirène bicaudale
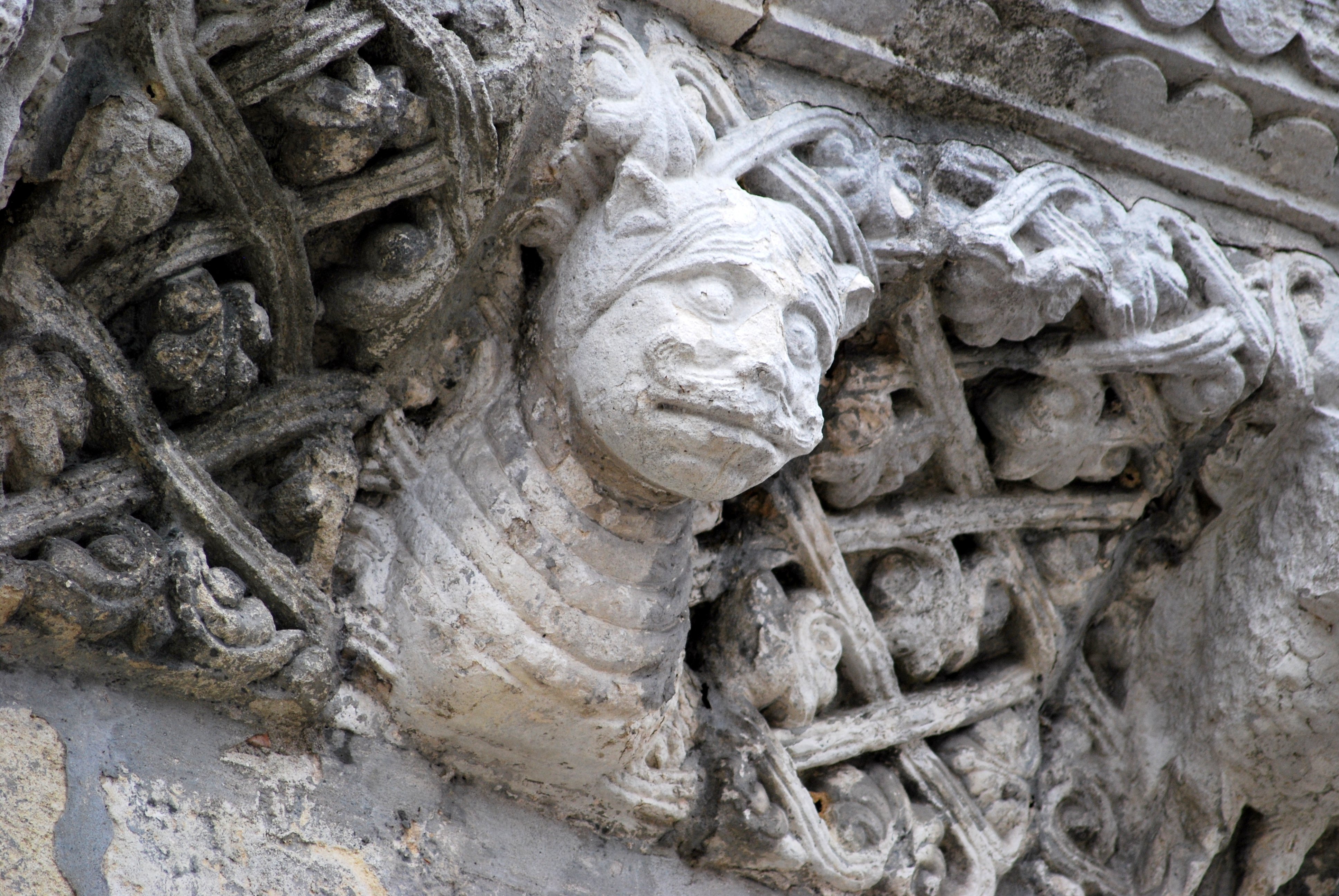
Homme moustachu
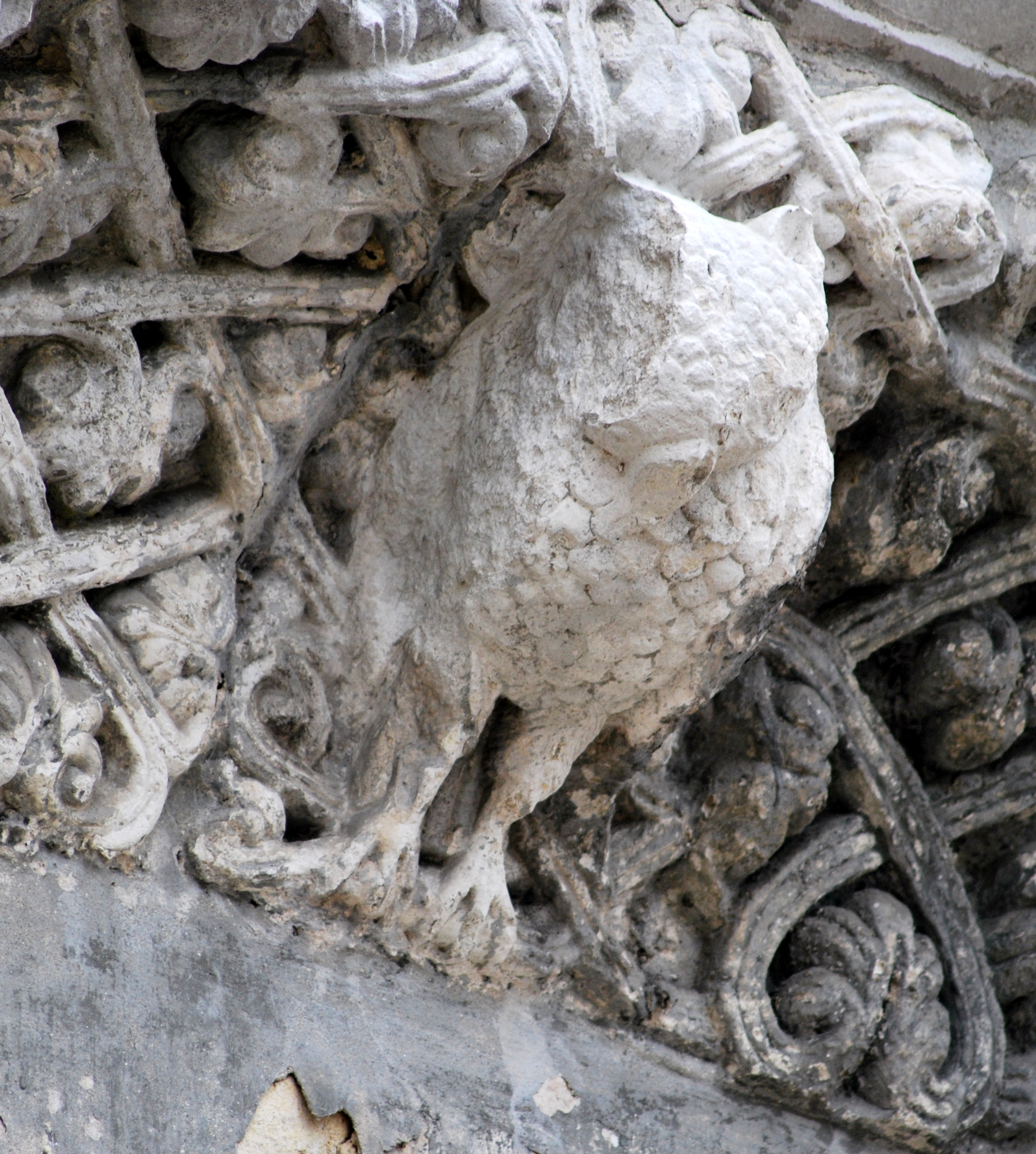
Hibou (cassé)
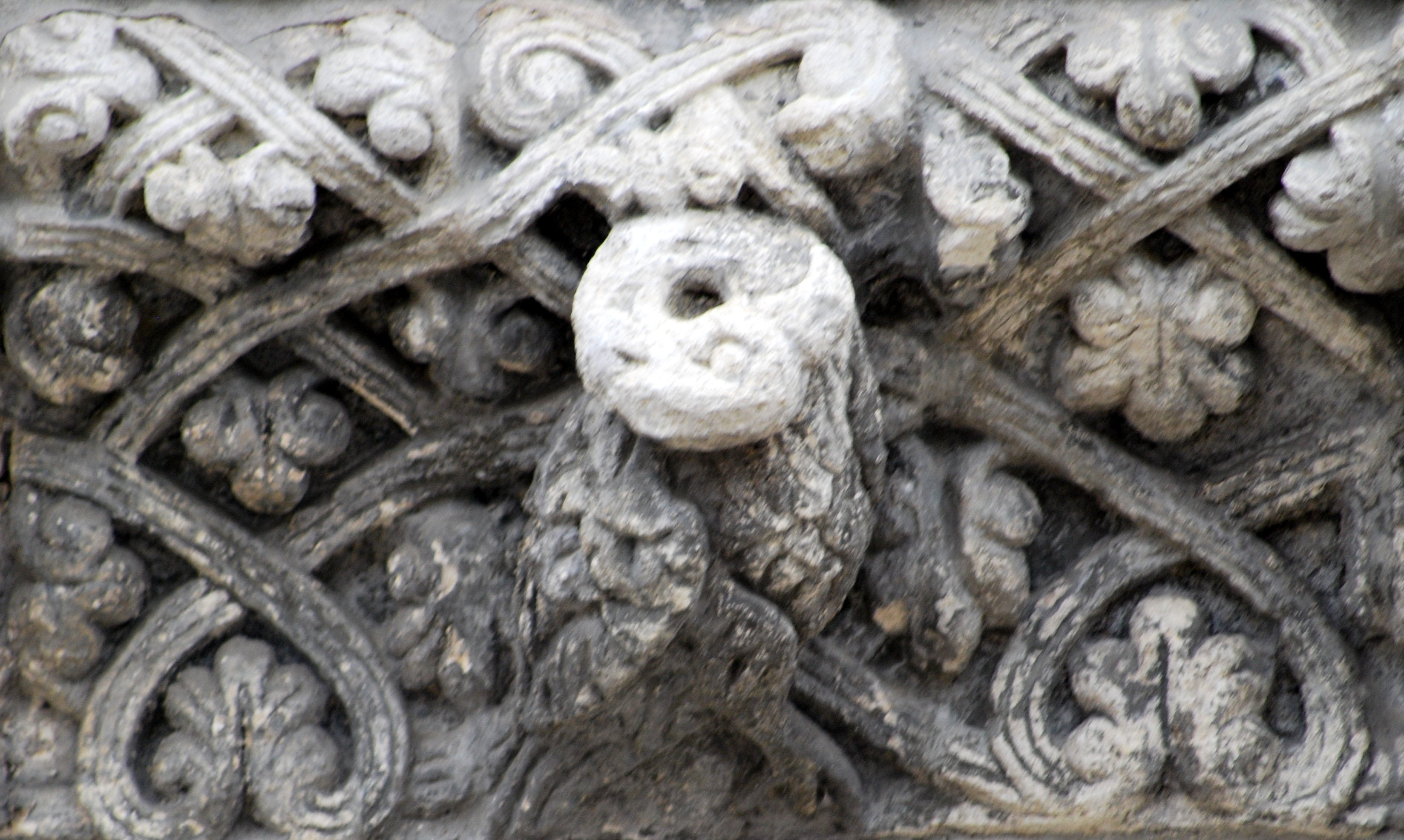
Caladrius
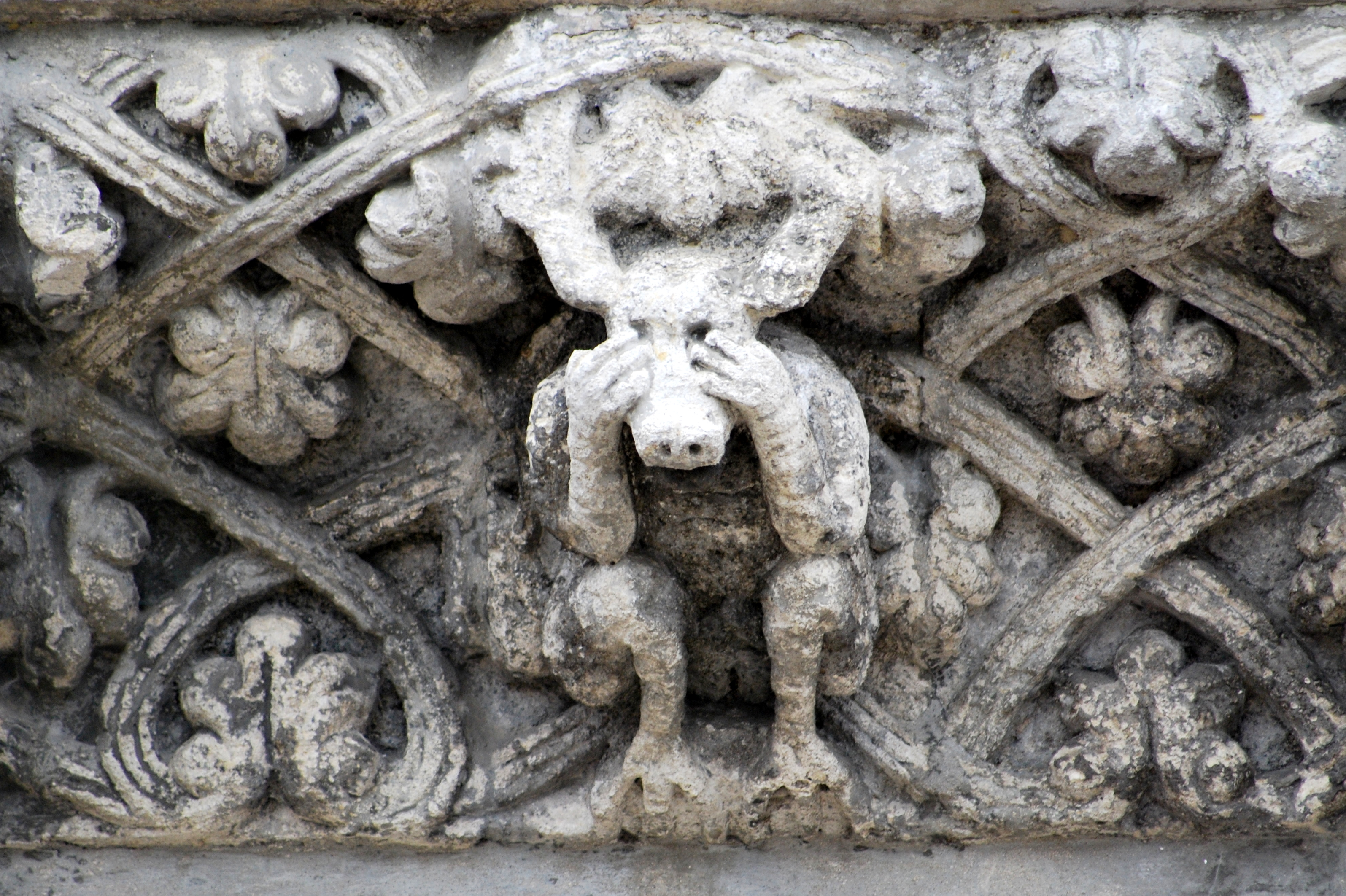
Âne/Femme qui pleure
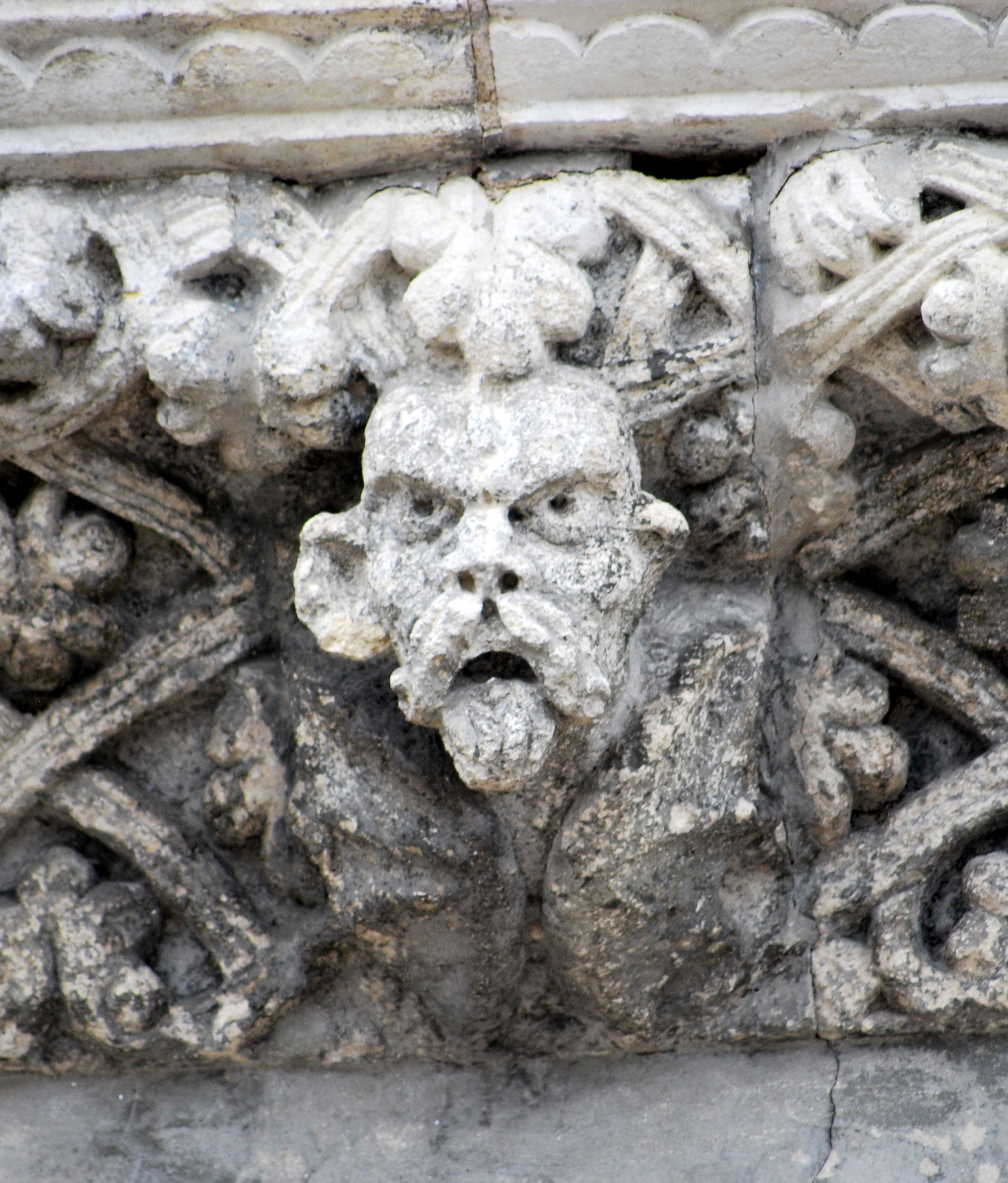
Homme grimaçant
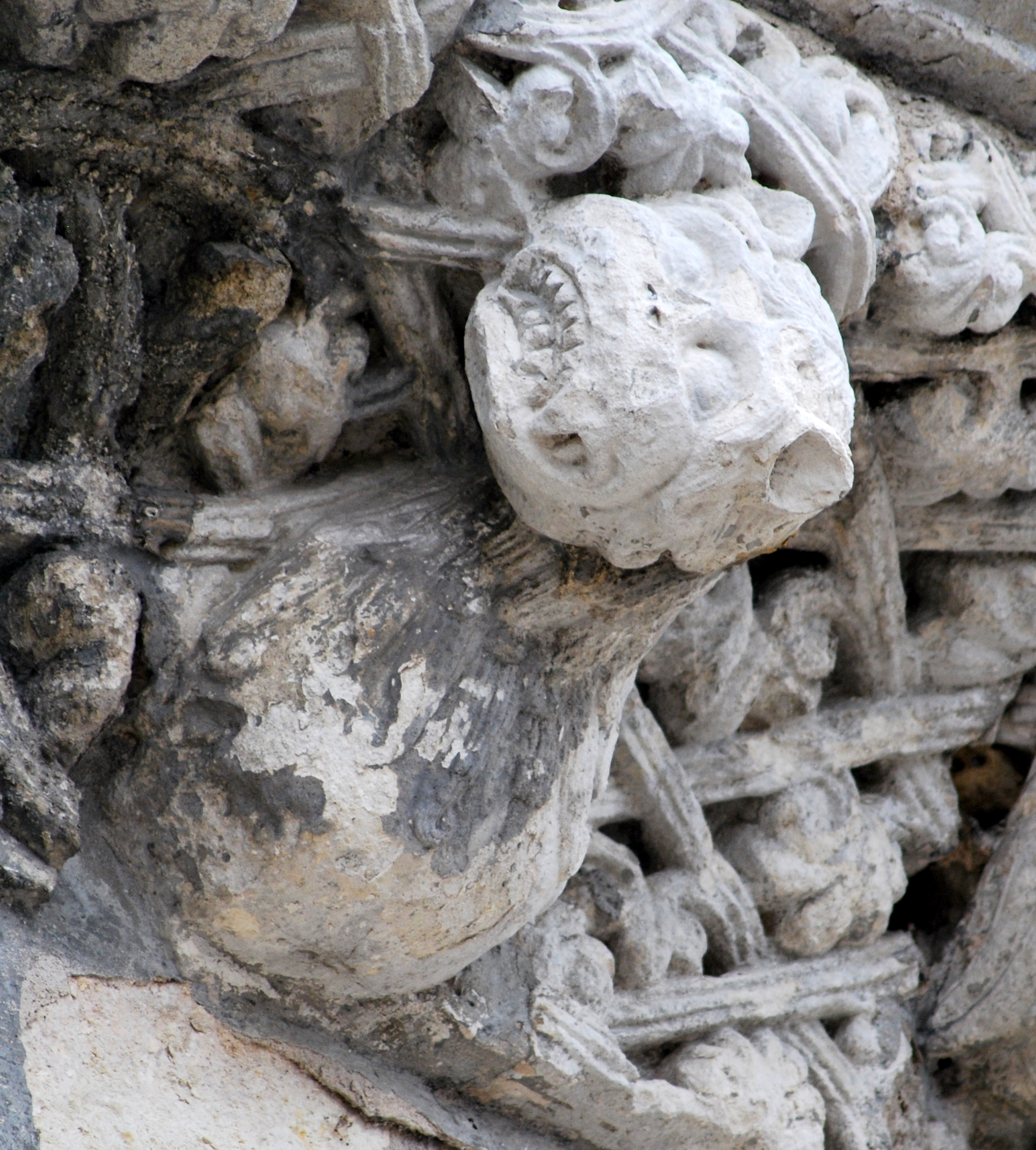
Démon
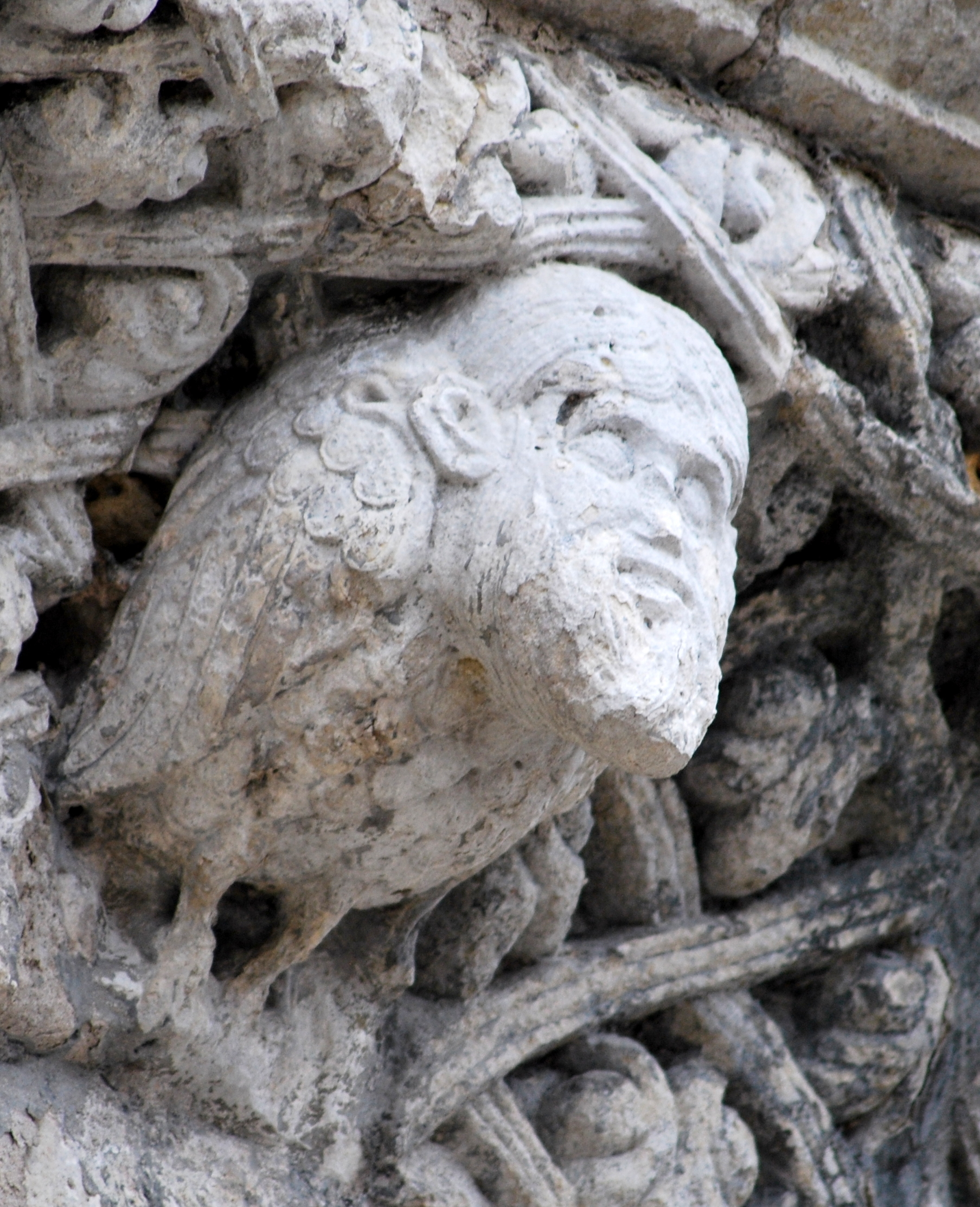
Homme/hibou
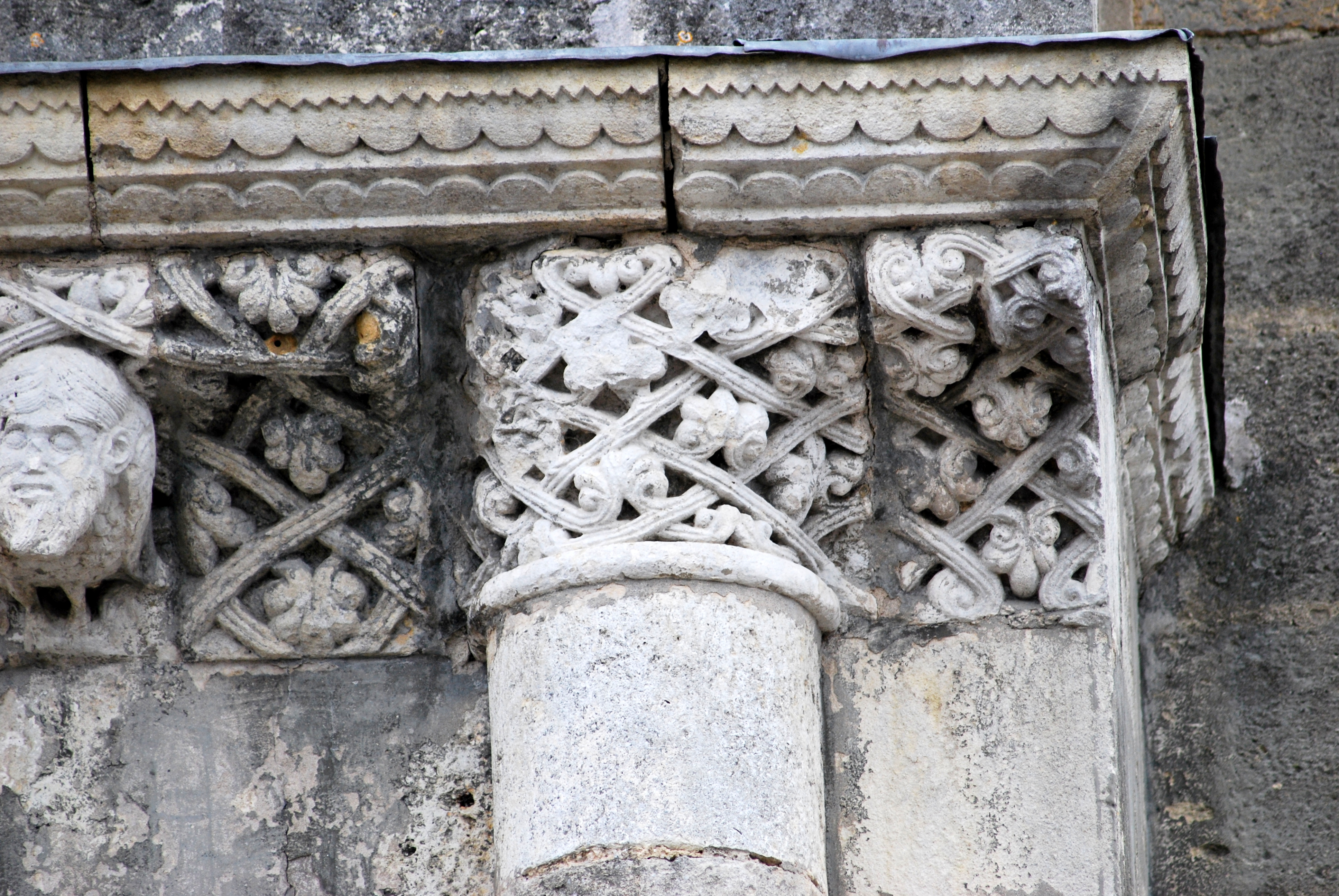
Chapiteau sud

La leçon de moralité pour les fidèles qui passaient par le portail, en voyant les corbeilles et l'encorbellement, était claire : Vous êtes tous des pécheurs, avec mauvaises pensées et actions, soyez repentants en entrant ici.
L'église a été inscrite au titre des monuments historiques en totalité par arrêté du 26 février 2001.